# Raymond Radiguet
Pour les articles homonymes, voir Radiguet.
Raymond Radiguet est un écrivain et poète français né le 18 juin 1903 à Saint-Maur-des-Fossés (Seine) et mort le 12 décembre 1923 à Paris.
Talent très précoce, il a écrit deux romans ayant connu un grand succès critique et populaire, Le Diable au corps et Le Bal du comte d'Orgel, publiés alors qu'il abordait la vingtaine.

## Biographie

### Premières années
Né en juin 1903,  Raymond Maurice Radiguet est l'aîné des sept enfants de Jeanne Marie Louise Tournier (1884-1958) et de Maurice Radiguet (1866-1941), illustrateur humoristique. 
Après l'école communale, Raymond passe l’examen des bourses et entre au lycée Charlemagne, à Paris. Considéré d'abord comme un bon élève sauf dans les disciplines artistiques, il obtient ensuite des résultats scolaires médiocres qui le décident à quitter le lycée en 1914 pour faire l’école buissonnière. Il s’adonne entièrement à la lecture dans la bibliothèque familiale, dévorant les écrivains des XVIIe et XVIIIe siècles, notamment La Princesse de Clèves de Madame de La Fayette, puis Stendhal, Proust, et enfin les poètes Verlaine, Mallarmé, Rimbaud, Lautréamont.
En avril 1917, âgé de quatorze ans, Raymond Radiguet rencontre Alice Saunier (1893-1952), jeune institutrice de dix ans son aînée. C'est une voisine de ses parents qui la chargent de lui donner des leçons particulières. Elle est fiancée avec Gaston Serrier, alors au front, dans les tranchées. Sa liaison avec l'adolescent ne dure qu'un an, mais Radiguet s'en inspirera, en 1921, pour écrire Le Diable au corps.

### Vie à Montparnasse

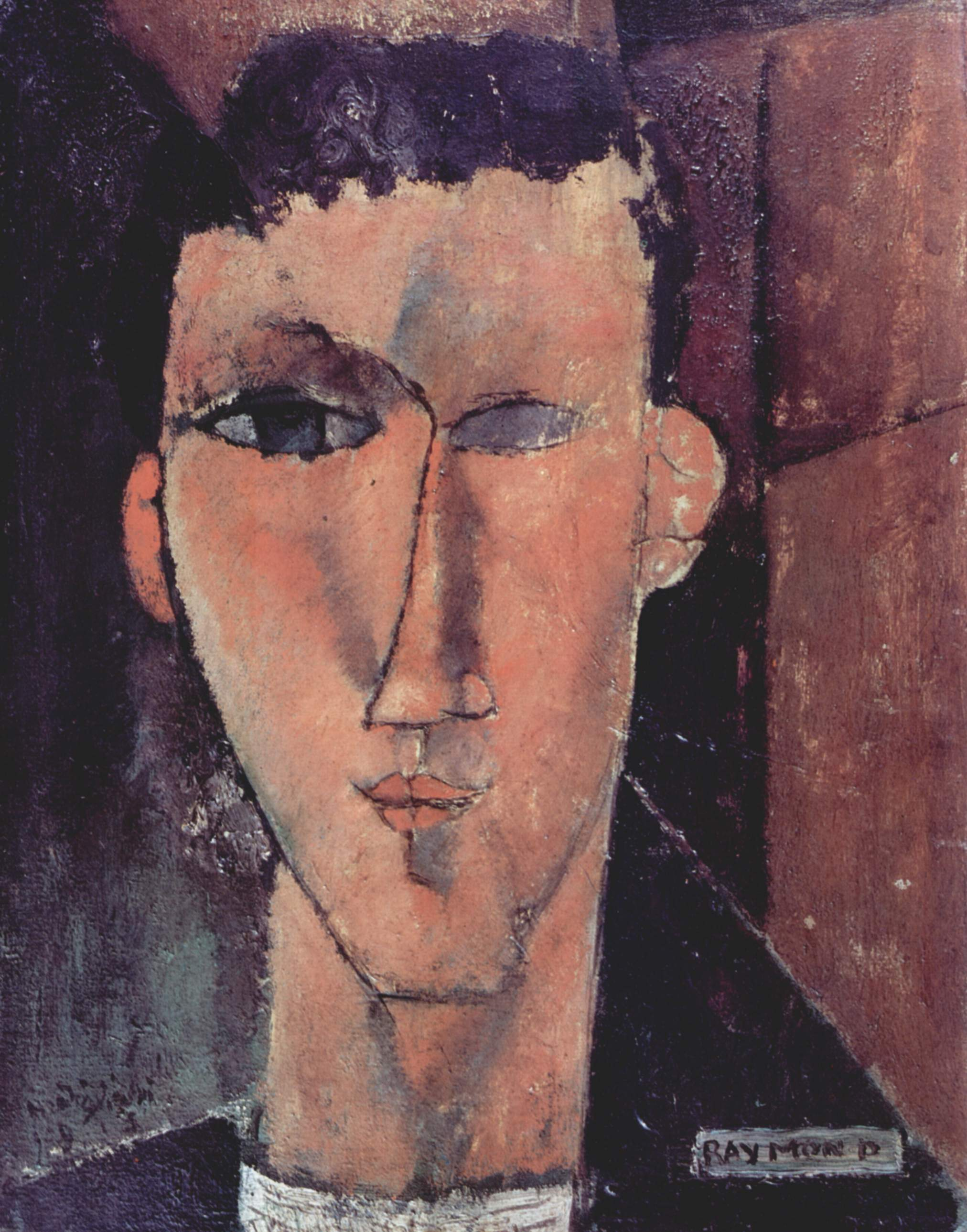
Amedeo Modigliani, Portrait de Raymond (1915).

En 1918, à 15 ans, Radiguet abandonne définitivement ses études et se lance dans le journalisme. En portant les dessins de son père au journal L'Intransigeant, il rencontre son rédacteur en chef, le poète André Salmon, et lui soumet quelques poèmes. Il se lie avec Max Jacob, Pierre Reverdy, François Bernouard (futur éditeur, en 1920, de ses poèmes Les Joues en feu). Il fait également la connaissance des peintres Juan Gris, Pablo Picasso, Amedeo Modigliani, Jean Hugo, et fréquente les jeunes compositeurs, dont Darius Milhaud (avec qui il crée plus tard la pantomime célèbre Le Bœuf sur le toit), Georges Auric, Francis Poulenc, Arthur Honegger.
Aux débuts du Canard enchaîné, il signe quelques contes sous le pseudonyme de Rajky et publie, sous le même pseudonyme, quelques dessins humoristiques dans L'Intransigeant et Le Rire. Tout en étant journaliste pour L'Éveil et L’Heure, il continue à composer des poèmes. Il en publie quelques uns, sous son pseudonyme puis sous son nom, dans la revue SIC entre juin 1918 et mars 1919.

### Rencontre avec Jean Cocteau

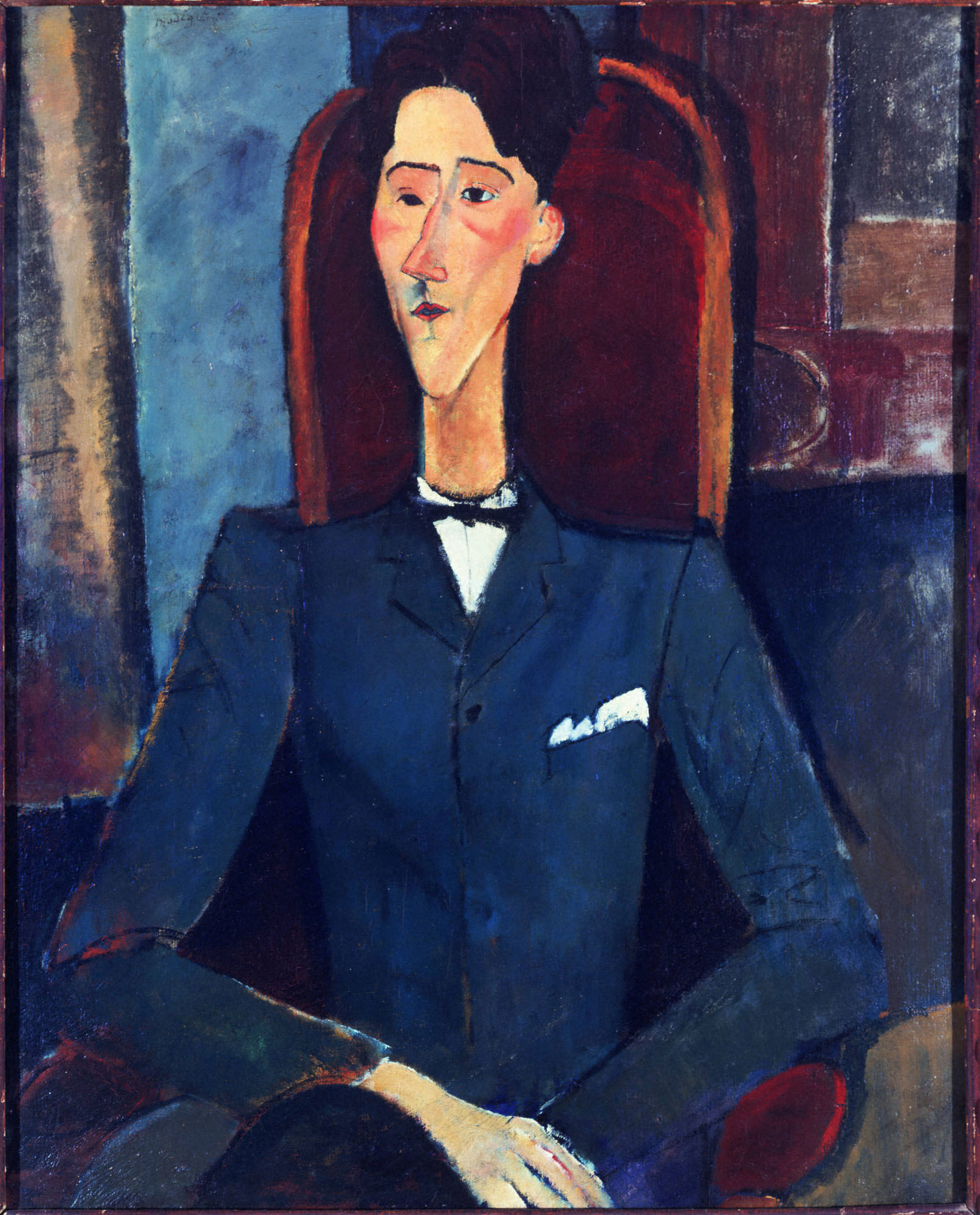
Amedeo Modigliani, Portrait de Jean Cocteau en 1916.

En juin 1919, Radiguet fait la rencontre de Jean Cocteau par l'intermédiaire du poète et romancier Max Jacob. C'est le début d'une relation intense et passionnée entre les deux hommes, qui deviennent amants et s'influencent mutuellement sur le plan littéraire jusqu'à la mort prématurée de Radiguet en 1923. La romancière Monique Lange évoque « le passage météorite de Raymond Radiguet dans la vie de Cocteau ». 
Plusieurs femmes ont également parrainé la brève carrière de Radiguet dans le milieu littéraire et artistique : Eugénie Cocteau (la mère de Jean), Misia Sert et Coco Chanel.
Enthousiasmé par les poèmes que Radiguet lui lit, Cocteau le conseille, l’encourage et le fait travailler. Il l’aide ensuite à publier ses vers dans des revues d’avant-garde, notamment dans Littérature, et le présente au secrétaire général du Quai d'Orsay, son ami Philippe Berthelot.
Au cours de l'année 1920, Radiguet et Cocteau collaborent à plusieurs reprises, notamment autour de l'écriture de la pièce Le Gendarme incompris ou encore du livret d’opéra-comique Paul et Virginie, dont Érik Satie doit composer la musique. En mai de la même année, ils co-fondent la revue fantaisiste et avant-gardiste anti-dadaïste Le Coq, à laquelle participent notamment Georges Auric, le peintre Roger de La Fresnaye, Paul Morand et Tristan Tzara. Radiguet fait paraître dans le premier numéro un article qui débute par ces mots imprimés en capitales : « DEPUIS 1789 ON ME FORCE À PENSER. J’EN AI MAL À LA TÊTE. » Cocteau y publie des vers et cette critique de la critique : « La critique compare toujours. L’incomparable lui échappe. »

### Composition de ses deux romans
Vers 1921, Radiguet abandonne la vie tumultueuse qu’il menait depuis quelques années et s’impose une forte discipline intérieure. « Rien de moins ordonné que sa vie extérieure », écrit plus tard son ami Joseph Kessel, « mais rien de plus harmonieux, de plus équilibré, de mieux construit et de mieux protégé que sa vie intérieure. Il peut traîner de bar en bar, ne pas dormir des nuits entières, errer de chambre en chambre d’hôtel, son esprit travaillait avec une lucidité constante, une merveilleuse et sûre logique. »

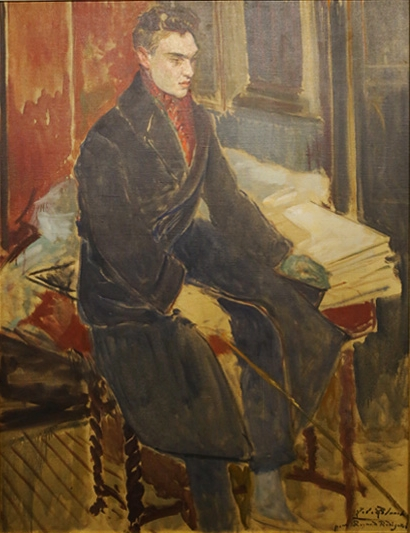
Jacques-Émile Blanche, Étude pour le portrait de Raymond Radiguet, vers 1922.

En septembre 1921, à Piquey, loin de Paris, où l’avait entraîné Jean Cocteau, Radiguet termine Le Diable au corps. 
En 1922, au Lavandou cette fois, mais toujours avec Cocteau et ses amis, il écrit son deuxième et dernier roman, Le Bal du comte d'Orgel. Il y raconte l'histoire d'un amour chaste entre un étudiant et une femme de la noblesse, Mahaut d’Orgel. L'intrigue s'inspire de la déception de l'auteur avec la peintre Valentine Hugo. Néanmoins, si la figure du comte est inspirée par son ami le comte Étienne de Beaumont qui donnait des ballets et des fêtes somptueuses connues du Tout-Paris, certains historiens voient dans la relation entre l’étudiant et le comte une attirance non-explicite qui s'inspirerait de celle de Cocteau et Radiguet, faisant alors de l'histoire un triangle amoureux.
En 1923, Bernard Grasset lance Le Diable au corps de façon spectaculaire, sur le thème : « le premier livre d’un romancier de 17 ans ». Devant une telle publicité, qu’elle juge de mauvais goût, la critique est surprise, voire moqueuse et hostile. Mais, après la publication, Radiguet reçoit de chaleureuses félicitations d’écrivains tels que Max Jacob, René Benjamin, Henri Massis et Paul Valéry.

Le jeune écrivain écrit dans Les Nouvelles littéraires le jour même de la publication de son roman, le 10 mars 1923, un article dans lequel il affirme que son roman qui puise pourtant dans sa vie est « une fausse biographie » : 

« Ce petit roman d'amour n'est pas une confession […] On y voit la liberté, le désœuvrement, dus à la guerre, façonner un jeune homme et tuer une jeune femme […] le roman exigeant un relief qui se trouve rarement dans la vie, il est naturel que ce soit justement une fausse biographie qui semble la plus vraie. »

Le livre, écrit dans un style très simple, dépouillé de tout effet, est un grand succès de librairie et plus de cent mille exemplaires sont vendus en trois mois.

### Relations et bisexualité
Avant sa mort prématurée, Radiguet a eu plusieurs relations amoureuses. Entre avril 1917 et août 1918, il a une liaison avec l'institutrice Alice Saunier, qui a inspiré le personnage de Marthe du Diable au corps. En 1920, il entretient une relation avec la poétesse Beatrice Hastings, après que celle-ci lui déclare son amour dans de nombreuses lettres. De juin 1921 à mai 1922, l'écrivain relationne avec l'artiste Mary Beerbohm. En 1923, il rencontre Bronia Perlmutter, mannequin chez Poiret et future épouse de René Clair,, qu'il parle d'épouser.
Bisexuel, Radiguet a également eu une relation aujourd'hui reconnue bien qu'encore contestée avec Jean Cocteau. Après leur rencontre en 1919, les deux hommes deviennent amants. En 1922, André Gide entre en rivalité avec Cocteau pour obtenir les faveurs du jeune écrivain. Quand Cocteau sort favori de cette brouille, il fait parvenir à Gide la dédicace suivante : « À mon ennemi Gide, son ami Jean Cocteau ». 
Les années 1920 constituent un tournant dans la perception de l’homosexualité masculine en France avec la publication de Sodome et Gomorrhe de Marcel Proust en 1922, Le Corydon d'André Gide en 1924, ou encore Le Livre blanc de Jean Cocteau en 1928. Dans ce contexte, une scène homosexuelle se développe, notamment dans les milieux artistiques. Cependant, l'homophobie latente empêche Radiguet de vivre sereinement sa relation avec Cocteau. Il déclare à ce sujet « Je ne veux pas qu’on m’appelle Madame Cocteau » et a des liaisons avec des femmes en parallèle. En 1919, il nourrit une fascination à sens unique qu'il cache à Cocteau pour la peintre Irène Lagut. Il entretient également une relation avec Valentine Hugo, que Cocteau lui présente lors du bal qui suit la première de Pulcinella le 15 mai 1920. Malgré ces complications, les deux hommes restent amants jusqu'à la mort précoce de Radiguet en 1923. Cocteau rédige d'ailleurs une préface pour le deuxième roman du jeune écrivain, Le Bal du comte D’Orgel, publié à titre posthume, dans laquelle il exprime toute son admiration.

### Mort et publication à titre posthume

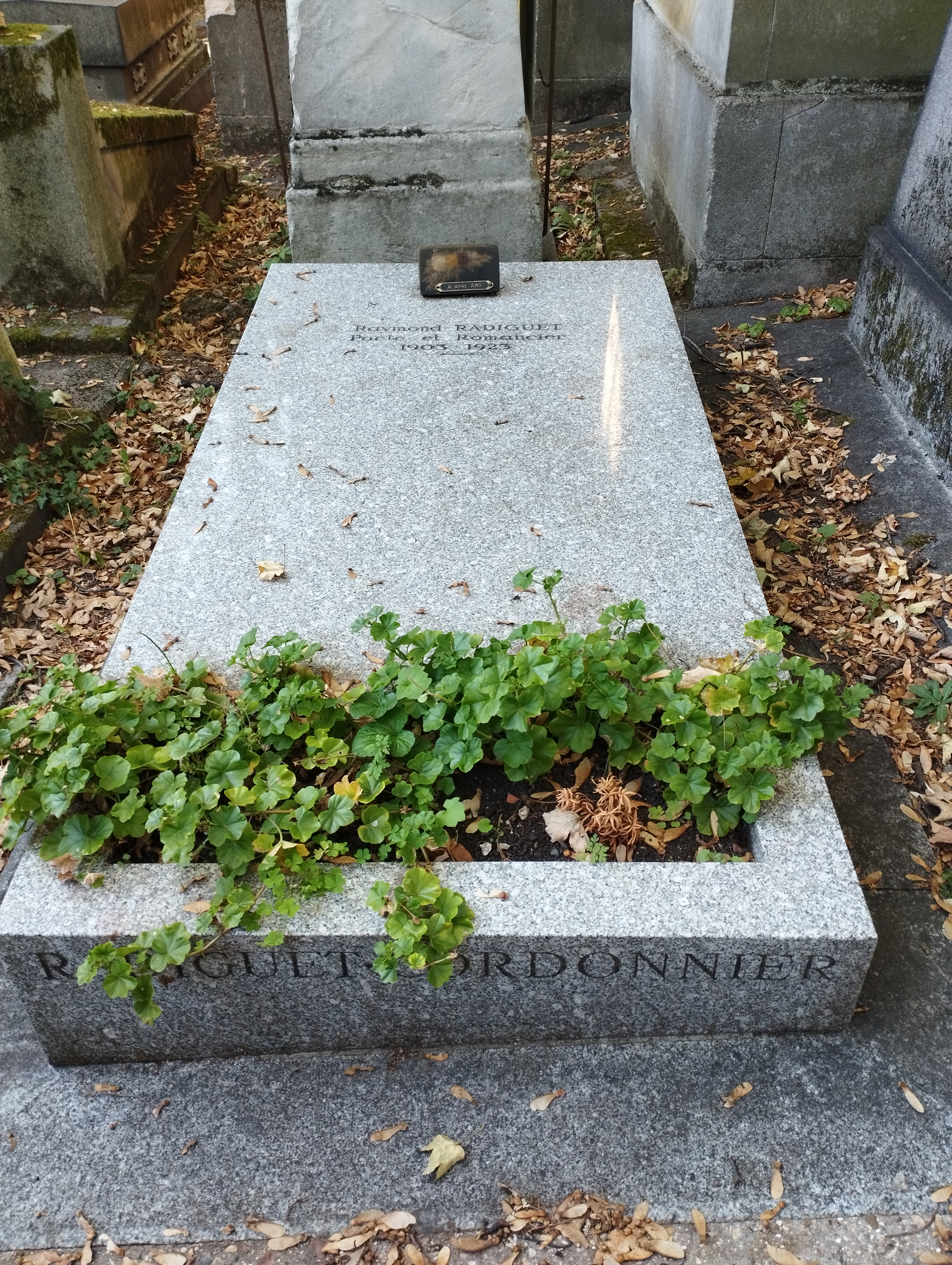
Tombe de Raymond Radiguet au cimetière du Père-Lachaise (division 56).

À la suite d'une baignade (dans la Seine selon certaines sources mais en fait dans le bassin d'Arcachon), Raymond Radiguet meurt emporté par une fièvre typhoïde mal diagnostiquée par le médecin de Cocteau, le 12 décembre 1923.
Il est enterré à Paris au cimetière du Père-Lachaise (56e division).
Le Bal du comte d'Orgel est publié en 1924 par Bernard Grasset. Dans sa préface, Jean Cocteau, qui a pris part à la correction des épreuves du roman, évoque les derniers jours du jeune écrivain :

« Voici ses dernières paroles :

« Écoutez, me dit-il le 9 décembre, écoutez une chose terrible. Dans trois jours, je vais être fusillé par les soldats de Dieu. » Comme j’étouffais de larmes, que j’inventais des renseignements contradictoires : « Vos renseignements, continua-t-il, sont moins bons que les miens. L’ordre est donné. J’ai entendu l’ordre. »

Plus tard, il dit encore : « Il y a une couleur qui se promène et des gens cachés dans cette couleur. »

Je lui demandai s’il fallait les chasser. Il répondit : « Vous ne pouvez pas les chasser, puisque vous ne voyez pas la couleur. »

Ensuite, il sombra.

Il remuait la bouche, il nous nommait, il posait ses regards avec surprise sur sa mère, sur son père, sur ses mains.

Raymond Radiguet commence. »

## Œuvres

### Romans
- Le Diable au corps, 1923
  - 1926 : avec des lithographies de Maurice de Vlaminck, Paris, M. Seheur[26]
  - 1948 : avec des illustrations en couleurs de Suzanne Ballivet, gravées à la pointe sèche par F. Nourisson, Paris, éditions de l'Odéon[27]
  - 1954 : avec des compositions en couleurs de Paul-Émile Bécat, Paris, G. Guillet[28]
  - 1958 : avec une lithographie originale de Valentine Hugo, préface de Jacques de Lacretelle, Monte-Carlo, A. Sauret[29]
  - 1961 : avec des lithographies originales de Gabriel Dauchot, Paris, Pierre de Tartas[30]
- Le Bal du comte d'Orgel, 1924
  - 1925 : avec des bois de P. François, Paris, J. Ferenczi et fils, coll. « Le Livre moderne illustré », n° 28[31]
  - 1926 : avec des illustrations de Guy Dollian, Paris, Les Exemplaires[32]

### Poésie
- Les Joues en feu, 1920

Poème de Raymond Radiguet publié sous le pseudonyme de Raimon Rajky dans le no 30 de SIC en juin 1918

  - 1920 : avec quatre images dessinées et gravées au burin par Jean Hugo, Paris, F. Bernouard[33]
- Devoirs de vacances, 1921
- Vers libres, 1926 (publication posthume)
- Jeux innocents (publication posthume)

### Théâtre
- Les Pélican, 1919, comédie bouffe en 2 actes
  - 1921 : avec des eaux-fortes d'Henri Laurens, Paris, éditions de la Galerie Simon[34]
- Le Gendarme incompris, 1921 Critique bouffe en un acte de Jean Cocteau et Raymond Radiguet, musique de Francis Poulenc, mise en scène de Pierre Bertin, montée au théâtre Michel.

### Divers
- Denise, illustré de lithographies de Jean Gris, Paris, éditions de la Galerie Simon, 1926[35]

### Éditions posthumes
- Œuvres complètes de Raymond Radiguet, éditions Grasset & Fasquelle, 1952, comprenant : Le Diable au corps, Le Bal du Comte d'Orgel, Les Joues en feu et divers textes, ainsi qu'un dessin de Jean Cocteau et une photographie de l'auteur.
- Œuvres complètes, éd. Julien Cendres en collaboration avec Chloé Radiguet, éditions Stock, 1993 ; éditions Omnibus, 2012.
- Œuvre poétique, éd. Julien Cendres en collaboration avec Chloé Radiguet, préface de Georges-Emmanuel Clancier, coll. « La Petite Vermillon », éditions de la Table ronde/Gallimard, 2001.
- Lettres retrouvées[18] (correspondance de Radiguet), présentée par Chloé Radiguet et Julien Cendres, éd. Omnibus, 2012, 446 p.

### Adaptations cinématographiques
- 1947 : Le Diable au corps de Claude Autant-Lara, avec Gérard Philipe et Micheline Presle
- 1970 : Le Bal du comte d'Orgel par Marc Allégret, avec Jean-Claude Brialy dans le rôle d'Anne d'Orgel
- 1986 : Le Diable au corps de Marco Bellocchio, avec Federico Pitzalis et Maruschka Detmers

### Au théâtre
- Présence Radiguet, spectacle théâtral et musical écrit et mis en scène par Régis Moulu, en hommage à l'auteur avec les musiciens des Ateliers d'art coordonnés par Anne-Marie Darras, 2003, Ateliers d'art (commande de la mairie de Saint-Maur pour le centenaire de sa naissance.)